# Bouahoun
Bouahoun, parfois appelé Bonohoun, est une commune rurale située dans le département de Houndé de la province de Tuy dans la région des Hauts-Bassins au Burkina Faso.

## Géographie
Bouahoun se trouve à 26 km à l'ouest de Houndé et de la route nationale 1. De plus, la commune se trouve sur la route menant à Maro (situé à 7 km à l'ouest), où se trouve la gare de Maro constituant un arrêt de la ligne d'Abidjan à Ouagadougou.

## Santé et éducation
Bouahoun accueille un centre de santé et de promotion sociale (CSPS).